# 克赖恩贝格格迈恩德
克赖恩贝格格迈恩德（德語：Krayenberggemeinde，發音：[ˈkʁaɪənbɛʁkɡəˌmaɪndə]，意为“克赖恩山市镇”）是德国图林根州瓦特堡县的市镇，面积31.63平方千米，2023年12月31日人口为4,938人。该市镇于2013年12月31日由市镇多恩多夫和梅尔克斯-基瑟尔巴赫合并而成，是德国唯一一个名称中包含“市镇”（Gemeinde）一词的市镇。